# Iphimedia orchestimana
Iphimedia orchestimana is een vlokreeftensoort uit de familie van de Iphimediidae. De wetenschappelijke naam van de soort is voor het eerst geldig gepubliceerd in 1959 door Ruffo.